# Св. св. Теодор Тирон и Теодор Стратилат (Бер)
„Св. св. Теодор Тирон и Теодор Стратилат“ (на гръцки: Άγιοι Θεόδωροι) е средновековна православна църква в южномакедонския град Бер (Верия), Егейска Македония, Гърция. Храмът е част от енория „Св. св. Петър и Павел“.

## История
Църквата е издигната в XIV век като еднокорабен храм, но по-късно е превърната в двукорабна базилика със скатен покрив. Във вътрешността са запазени важни стенописи от XV век – изображения на светци, монаси и йерарси. Останалите стенописи са от втората половина на XVIII век – Рождество Богородично, Благовещение и Възнесение.